# Ética en la religión
La ética implica sistematizar, defender y recomendar conceptos de conducta correcta e incorrecta.  Un aspecto central de la ética es "la buena vida", la vida que vale la pena vivir o la vida que es simplemente satisfactoria, que muchos filósofos consideran más importante que la conducta moral tradicional.
La mayoría de las religiones tienen un componente ético, a menudo derivado de supuestas revelaciones o guías sobrenaturales. Algunos afirman que la religión es necesaria para vivir éticamente. Simon Blackburn afirma que hay quienes «dirían que sólo podemos prosperar bajo el paraguas de un orden social fuerte, cimentado por la adhesión común a una tradición religiosa particular».

## Ética budista
La ética en el budismo se basa tradicionalmente en la perspectiva «iluminada» del Buda o de otros seres iluminados que lo siguieron. Las instrucciones morales están incluidas en las escrituras budistas o se transmiten a través de la tradición. Por lo tanto, la mayoría de los estudiosos de la ética budista se basan en el examen de las escrituras budistas y en el uso de evidencia antropológica de las sociedades budistas tradicionales para justificar afirmaciones sobre la naturaleza de la ética budista.[cita requerida]
De acuerdo con el budismo tradicional, los fundamentos de la ética budista para los laicos es la Pancasila (los cinco preceptos): no matar, no robar, no mentir, no a las conductas sexuales inapropiadas, y no estupefacientes. Al convertirse al budismo o al afirmar el compromiso de uno con el budismo, se les anima a las personas laicas a prometer abstenerse de estas acciones negativas. Monjes y monjas budistas hacen cientos de juramentos más (véase vinaya).[cita requerida]
Este enfoque evita basar la ética budista únicamente en la fe en la iluminación de Buda o en la tradición budista, y puede permitir un acceso más universal a los no budistas a las ideas que ofrece la ética budista.
El Buda provee algunas pautas básicas para la conducta aceptable, que son parte del  Noble camino óctuple. La percepción inicial es la de no causar daño o la no violencia hacia todos los seres vivos, desde el insecto más pequeño hasta los humanos. Este precepto define una actituc no violenta hacia todo ser con vida. La práctica budista de esto no se extiende a los extremos exhibidos por el jainismo, pero, desde la perspectiva tanto budista como jainista, la no violencia sugiere una involucración y relación íntima con todas los seres vivos.
El monje theravada Bhikkhu Bodhi ha observado:  

La ética budista, como es formulada en los cinco preceptos, es a veces acusada de ser completamente negativa. [...] Debe señalarse que los cinco preceptos, o incluso los códigos de preceptos más largos promulgados por el Buda, no agotan toda la gama de la ética budista. Los preceptos son sólo el código más rudimentario del entrenamiento moral, pero el Buda también propone otros códigos éticos inculcando virtudes positivas definidas. El Mangala Sutta, por ejemplo, encomenda la reverencia, la humildad, la alegría, la gratitud, la paciencia, la generosidad, etc. Otros discursos prescriben numerosos deberes familiares, sociales y políticos que establecen el bienestar de la sociedad. Y detrás de todos estos deberes se encuentran las cuatro actitudes llamadas «inmensurables»: bondad amorosa, compasión, alegría comprensiva y ecuanimidad.

## Ética cristiana
La ética cristiana es una rama de la teología cristiana que define la conducta virtuosa y la mala conducta desde una perspectiva cristiana. El estudio de la teología sistemática de la ética cristiana es llamada «teología moral».
Las virtudes cristianas son a menudo divididas en cuatro virtudes cardinales y tres virtudes teologales. La ética cristiana incluye cuestiones acerca de cómo deben los ricos actuar hacia los pobres, cómo son tratadas las mujeres, y la moralidad de la guerra. Los moralistas cristianos, al igual que otros éticos, abordan la ética desde diferentes marcos y perspectivas. El enfoque de la ética de la virtud se ha vuelto popular en las décadas recientes, debido en gran medida al trabajo de Alasdair MacIntyre y Stanley Hauerwas.[cita requerida]
Hay diferentes esquemas de vicio y virtud. Tomás de Aquino adoptó las cuatro virtudes de Aristóteles (justicia, coraje, templanza y prudencia), y les añadió las virtudes cristianas de la fe, la esperanza y la caridad. Otros esquemas incluyen los siete pecados capitales y las siete virtudes.

## Ética confuciana
El confucianismo y el neoconfucianismo enfatizan el mantenimiento y la corrección de las relaciones como la consideración más importante en la ética. Ser ético es hacer lo que exigen las propias relaciones. Sin embargo, lo que le debes a otra persona es inversamente proporcional a la distancia que la separa de ti. En otras palabras, le debes todo a tus padres, pero no estás obligado de ninguna forma con los extraños. Esto puede verse como un reconocimiento del hecho de que es imposible amar a todo el mundo por igual y simultáneamente. Es lo que se llama ética relacional o situacional. El sistema confuciano difiere mucho de la ética kantiana en que raramente hay reglas o principios que pueda decirse que son verdaderos de forma  absoluta o universal.
Esto no quiere decir que nunca se haya considerado la ética universalista. De hecho, en la Dinastía Zhou china, el oponente principal de los confucianos, los seguidores de Mozi, argumentaban por el amor universal (en chino simplificado, 兼爱; pinyin, jiān ài). Sin embargo, el punto de vista confuciano acabó imponiéndose y sigue dominando muchos aspectos del pensamiento chino. Muchos han afirmado, por ejemplo, que Mao Zedong era más confuciano que comunista. El confucianismo, especialmente del tipo defendido por Mencio, sostenía que el gobernante ideal es aquel que (como decía Confucio) «actúa como la estrella norte, permaneciendo en su sitio mientras las demás estrellan orbitan en torna a ella». En otras palabras, el gobernante ideal no sale y obliga a la gente a ser buena, sino que predica con el ejemplo. El gobernante ideal fomenta la armonía más que las leyes.
Confucio destaca la honestidad por encima de todo. Sus conceptos del lĭ (en chino simplificado, 理), yì (en chino simplificado, 義), y rén (en chino simplificado, 仁) pueden considerarse expresiones más profundas de honestidad (en chino simplificado, 誠; pinyin, chéng; literalmente, ‘sinceridad’) y fidelidad (en chino simplificado, 孝; pinyin, xiào) a aquellos a quienes se debe la existencia (los padres) y la supervivencia (los vecinos, los colegas, los inferiores en rango). Codificó la práctica tradicional y, de hecho, cambió el significado de los conceptos previos que esas palabras habían significado. Su modelo de familia confuciana y gobernante confuciano dominó la vida china hasta principios del siglo XX. Para entonces se había osificado en una jerarquía imperial de rígidos derechos de propiedad, difícil de distinguir de cualquier otra dictadura. La ética tradicional había sido pervertida por el legalismo.

### Influencia budista
El budismo, y específicamente el budismo mahayana, aportó una metafísica cohesiva al pensamiento chino y un fuerte énfasis en el universalismo. El neoconfucianismo fue en gran medida una reacción al dominio del budismo en la dinastía Tang y un intento de desarrollar un sistema metafísico/analítico confuciano nativo.[cita requerida]

## Ética neopagana germánica
Los neopaganos germánicos, incluyendo los seguidores tanto del Asatru como del Teodismo, intentan emular los valores éticos de los antiguos pueblos germánicos (nórdicos o anglosajones).[cita requerida]

## Ética hindú

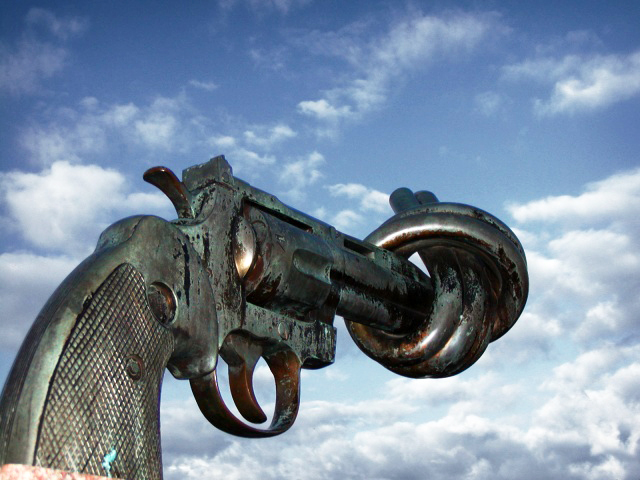
Ahimsa (no-violencia en acciones, palabras y pensamientos) se considera el valor ético y la virtud más elevados del hinduismo. Arriba: escultura sobre la no violencia de Carl Fredrik Reutersward en Malmo, Suecia.

La ética se llama Nitisastra (sánscrito: नीतिशास्त्र) en los textos antiguos del hinduismo. La ética y la virtud son conceptos muy debatidos, y un concepto en evolución en las antiguas escrituras del hinduismo.  La virtud, la conducta correcta, la ética y la moralidad son parte del complejo concepto que los hindúes llaman Dharma: todo lo que es esencial para que las personas, el mundo y la naturaleza existan y prosperen juntos, en armonía. Como dijo PV Kane, autor de la Historia del Dharmasastra, el término «Dharma» no tiene sinónimo en el idioma inglés. Si bien a menudo se interpreta como «deber», puede significar justicia, derecho, moral, bien y mucho más.
En la filosofía hindú la ética es explicada como algo que no puede ser impuesto, sino algo que cada individuo realiza y vive voluntariamente. El Apastamba, por ejemplo, lo explicaba así: «la virtud y el vicio no van por ahí diciendo ―¡aquí estamos!; ni los dioses, ni los Gandharvas, ni los antepasados pueden convencernos  ―esto está bien, esto está mal; la virtud es un concepto escurridizo, exige una reflexión cuidadosa y sostenida por parte de cada hombre y cada mujer antes de que pueda formar parte de la propia vida».
La ética que constituye una vida dhármica ―es decir, una vida moral, ética y virtuosa― evoluciona en los vedas y los upanishads. Los temas y las cuestiones éticas son debatidos por diversas escuelas del hinduismo, de forma bastante extensa, en numerosos textos sobre cuál es la conducta correcta, cuándo, cómo y por qué. Con el tiempo, los antiguos eruditos hindúes conceptualizaron y añadieron nuevas virtudes, algunas sustituyeron a otras y otras se fusionaron. Por ejemplo, el Manusamhita enumeraba inicialmente diez virtudes necesarias para que un ser humano viviera una vida dhármica: Dhriti (valor), Kshama (perdón), Dama (templanza), Asteya (no codicia/no robo), Saucha (pureza interior), Indriyani-graha (control de los sentidos), dhi (prudencia reflexiva), vidya (sabiduría), satyam (veracidad), akrodha (ausencia de ira). En versos posteriores, el mismo erudito redujo esta lista a cinco virtudes, fusionando y creando un concepto más amplio. La lista más corta de virtudes pasó a ser: Ahimsa (no violencia), Dama (autocontrol), Asteya (no codicia/no robo), Saucha (pureza interior), Satyam (veracidad).
El historiador persa Al Biruni, que visitó y vivió en la India durante 16 años a principios del siglo XI, describe el concepto de ética y comportamiento virtuoso entre los hindúes de su época. De los mandatos éticos entre los hindúes, una traducción literal de su manuscrito en persa incluye (1) Un hombre no matará; (2) ni mentirá; (3) ni robará; (4) ni prostituirá; (5) ni acumulará tesoros. Corresponden a los cinco Yamas de la antigua ética hindú: Ahimsa (no violencia), Satya (verdad, no falsedad), Asteya (no robar), Brahmacharya (celibato si no se está casado y no engañar a la pareja si se está casado) y Aparigraha (no posesividad). Además de estas cinco cosas negativas de las que abstenerse, la ética hindú también recomienda cinco cosas positivas por las que esforzarse como Niyamas: Śauca (pureza de cuerpo, palabra y mente), Santosha (satisfacción, aceptación de las circunstancias con optimismo), Tapas (perseverancia, meditación, austeridad), Swadhyaya (aprendizaje permanente) y Pranidhan (actitud correcta, contemplación). Una vida ética en el hinduismo es esencial para una vida liberada, sin ansias, satisfecha, alcanzada a través del conocimiento y absteniéndose del mal.
La literatura hindú trata la ética como uno o más de cuatro temas: (1) Gunas, es decir, las tendencias internas de conducta que se encuentran en cada individuo (en gran medida, la psicología); (2) Purushartha, es decir, los objetivos adecuados de la vida de cada individuo para el autodesarrollo y la felicidad (dharma, artha, kama y moksha); (3) Ashramas, es decir, la ética para un individuo en diferentes períodos de su vida (las expectativas éticas para un niño se distinguen de las de los adultos, la vejez); y (4) Varnasramas, es decir, la ética y la conducta de cada individuo en relación con la sociedad. La literatura antigua en la que se basan diversas tradiciones hindúes trata principalmente de los tres primeros, mientras que el último ha atraído mayor atención desde el siglo XVIII. Algunos autores de principios del siglo XX se preguntaban si la ética había sido alguna vez un tema de estudio serio en el hinduismo. Estudios posteriores han dado como resultado los cuatro enfoques anteriores de la ética en diferentes escuelas del hinduismo, unidos por tres temas comunes: (1) la ética es una parte esencial del concepto de dharma, (2) Ahimsa (no violencia) es la premisa fundacional sin la cual -según el hinduismo- la ética y cualquier teoría ética coherente son imposibles, y (3) la ética no siempre puede reducirse de forma dualista o no dualista a partir de los primeros principios, la ética está estrechamente relacionada con moksha (autorrealización y libertad espiritual) con Vivekacudamani afirmando que «los individuos con autoconocimiento y libertad espiritual son inherentemente autoexaminadores y éticos» y «la ética, la libertad y el conocimiento se requieren mutuamente». Además de los cuatro temas anteriores de la ética hindú, los estudiosos afirman que la doctrina del karma del hinduismo forma parte de su compendio de teorías éticas.
El Bhagavad Gita ―considerado uno de los epítomes de la discusión histórica hindú sobre las virtudes y un debate alegórico sobre lo que está bien y lo que está mal― sostiene que algunas virtudes no son necesariamente siempre absolutas, sino a veces relacionales; por ejemplo, explica que una virtud como Ahimsa debe reexaminarse cuando uno se enfrenta a la guerra o a la violencia por la agresividad, inmadurez o ignorancia de otros.

## Ética islámica
La fuente fundamental de la codificación gradual de la ética islámica fue el entendimiento musulmán de que a la humanidad se le ha concedido la facultad de discernir la voluntad de Dios y acatarla. Esta facultad implica sobre todo reflexionar sobre el sentido de la existencia, que, como dice John Kelsay en la Enciclopedia de Ética, «apunta en última instancia a la realidad de Dios». Por tanto, independientemente de su entorno, se cree que los seres humanos tienen la responsabilidad moral de someterse a la voluntad de Dios y seguir el Islam (como demuestran el Corán y la Sunna, o los dichos de Mahoma).
Esta inclinación natural se ve subvertida, según el Corán, por el interés de la humanidad por el éxito material: este interés se presenta primero como una necesidad de supervivencia o seguridad básicas, pero luego tiende a manifestarse como un deseo de distinguirse entre sus iguales. En última instancia, la atención al materialismo, según los textos islámicos, obstaculiza la reflexión innata descrita anteriormente, dando lugar a un estado de jahiliyya o «ignorancia».
Los musulmanes creen que Mahoma, como otros profetas del Islam, fue enviado por Dios para recordar a los seres humanos su responsabilidad moral y desafiar las ideas de la sociedad que se oponían a la sumisión a Dios. Según Kelsay, este desafío iba dirigido contra cinco características principales de la Arabia preislámica:
1. La división de los árabes en diversas tribus (basada en la sangre y el parentesco). Esta categorización se enfrentó al ideal de una comunidad unificada basada en la piedad islámica, una «ummah»;
2. La aceptación de la adoración de una multitud de deidades además de Alá - una visión desafiada por el estricto monoteísmo islámico, que dicta que Alá no tiene compañero en la adoración ni ningún igual;
3. El rasgo de muruwwa (hombría), que el Islam desaconseja, y que en su lugar hace hincapié en los rasgos de humildad y piedad;
4. El énfasis en alcanzar la fama o establecer un legado, que fue sustituido por el concepto de que la humanidad sería llamada a rendir cuentas ante Dios el día de la resurrección;
5. La veneración y el cumplimiento de las tradiciones ancestrales, una práctica cuestionada por el Islam, que en su lugar daba primacía a la sumisión a Dios y al seguimiento de la revelación.

Estos cambios radicaron en la reorientación de la sociedad en lo que respecta a la identidad y la vida de la creencia musulmana, la visión del mundo y la jerarquía de valores. Desde el punto de vista de las generaciones posteriores, esto provocó una gran transformación en la sociedad y el orden moral de la vida en la península arábiga. Para Mahoma, aunque la Arabia preislámica era un ejemplo de «despreocupación», no carecía totalmente de mérito. Mahoma aprobaba y exhortaba ciertos aspectos de la tradición árabe preislámica, como el cuidado de los parientes cercanos, de las viudas, los huérfanos y otros necesitados y el establecimiento de la justicia. Sin embargo, estos valores serían reordenados en importancia y situados en el contexto del monoteísmo estricto.
Además, un musulmán no solo debe seguir estas cinco características principales, sino también ser más amplio en cuanto a su moral. Por lo tanto, cuanto más aplique el musulmán estas normas, mejor será moralmente esa persona. Por ejemplo, la ética islámica puede aplicarse mediante versículos importantes del Corán. Las características más fundamentales de un musulmán son la piedad y la humildad. Un musulmán debe ser humilde con Dios y con los demás:

Y no vuelvas tu nariz hacia la gente, ni camines con soberbia sobre la tierra. A  Alá no le gustan los arrogantes ni los jactanciosos. Sé moderado en tu paso. Y baja la voz, pues la más fea de todas las voces es ciertamente el rebuzno de los asnos.
Surah Luqman 31.18-19

Los musulmanes deben controlar sus pasiones y deseos.
Un musulmán no debe ser vanidoso ni apegarse a los placeres efímeros de este mundo. Mientras que la mayoría de la gente permite que el mundo material llene sus corazones, los musulmanes deberían mantener a Dios en sus corazones y el mundo material en su mano. En lugar de estar apegados al coche y al trabajo y al diploma y a la cuenta bancaria, todas estas cosas se convierten en herramientas para hacernos mejores personas. La moral en el Islam aborda todos los aspectos de la vida de un musulmán, desde los saludos hasta las relaciones internacionales. Es universal en su alcance y en su aplicabilidad. La moralidad impera sobre los deseos egoístas, la vanidad y los malos hábitos. Los musulmanes no solo deben ser virtuosos, sino que también deben imponer la virtud. No solo deben abstenerse del mal y del vicio, sino que también deben prohibirlos. En otras palabras, no solo deben ser moralmente sanos, sino que también deben contribuir a la salud moral de la sociedad en su conjunto.

Vosotros sois la mejor comunidad jamás criada para la humanidad: fomentáis el bien, prohibís el mal y creéis en Alá. Si la Gente del Libro hubiera creído, habría sido mejor para ellos. Algunos de ellos son fieles, pero la mayoría son rebeldes.
Surah Al Imran 3.110

Mahoma resumió la conducta de un musulmán cuando dijo: «Mi Sustentador me ha dado nueve mandatos: permanecer consciente de Dios, ya sea en privado o en público; hablar con justicia, tanto si estoy enfadado como complacido; mostrar moderación tanto cuando soy pobre como cuando soy rico; restablecer la amistad con quienes han roto conmigo; dar a quien me rechaza; que mi silencio esté ocupado con el pensamiento; que mi mirada sea una admonición; y que ordene lo que es correcto».
El Islam es una forma de vida y no funciona de forma aislada. En la práctica empresarial, por ejemplo, los musulmanes están llamados a adherirse a los buenos valores éticos de los negocios, a no hacer trampas y a no cobrar intereses a los compradores. La investigación también ha observado cómo la religiosidad islámica influye en la ética laboral y empresarial.
Durante el siglo XX surgieron intentos de restablecer la ética y reconceptualizar la teoría ética islámica por parte de figuras como: Muhammad Abdullah Draz, Muhammad Iqbal, Alija Izetbegović y Taha Abdulrahman, que desarrollaron una teoría contractualista religiosa de la ética.

## Ética jainista

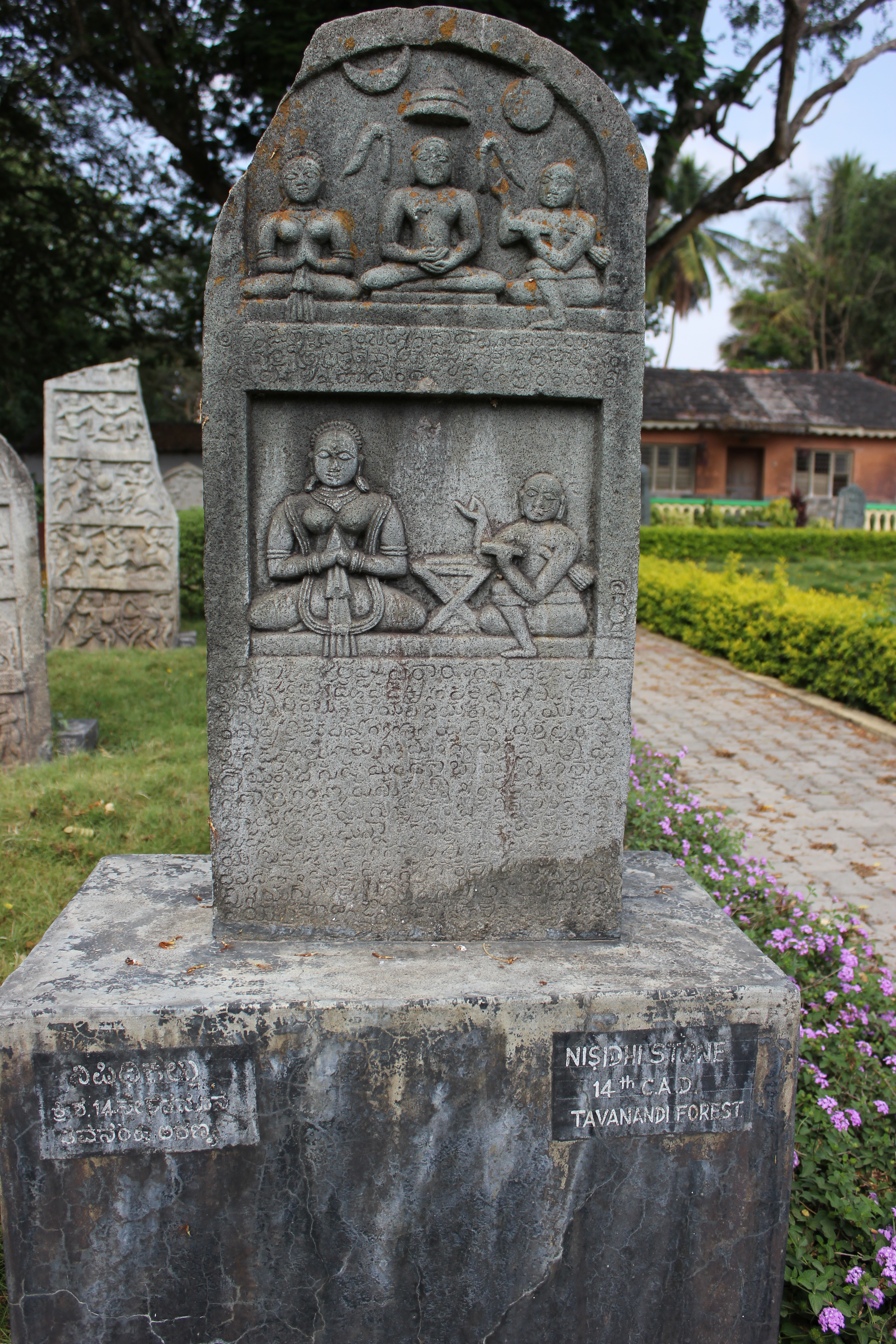
Piedra Nishidhi, que representa el voto de sallekhana,, Karnataka

El jainismo enseña cinco deberes éticos, que  cinco votos. Se denominan anuvratas (pequeños votos) para los laicos jainistas y mahavratas (grandes votos) para los mendicantes jainistas. Para ambos, sus preceptos morales prefiguran que el jainista tiene acceso a un gurú (maestro, consejero), deva (Jina, dios), doctrina, y que el individuo está libre de cinco ofensas: dudas sobre la fe, indecisión sobre las verdades de Jainismo, deseo sincero por las enseñanzas jainistas, reconocimiento de los compañeros jainistas y admiración por sus actividades espirituales. Tal persona asume los siguientes cinco votos del jainismo:
1. Ahiṃsā, «no-violencia intecionada» o «no-daño»:[40] El primer voto importante que hacen los jainistas es no causar daño  a otros seres humanos, así como a todos los seres vivos (particularmente los animales).[40] Este es el deber ético más elevado en el jainismo, y aplica no solo a las acciones individuales, sino que exige ser no violento en el habla o pensamiento de uno mismo.[39]
2. Satya, «verdad»: Este voto es para debir siempre la verdad. Ni mentir ni decir lo que no es verdadero, y no alentar a otros o aprobar a nadie que diga una mentira.[41]
3. Asteya, «no robar»:[40] Una laico janista debería no apropiarse de nada que no sea dado voluntariamente. A su vez, un mendicante jainista debe pedir permiso para tomarlo si algo le es dado.[42]
4. Brahmacharya, «celibato»: La abstinencia de sexo y placeres sensuales está preescrito para los monjes y monjas jainistas. Para los laicos, el voto significa castidad, fidelidad a la pareja.
5. Aparigraha, «no posesividad»: esto incluye el desapego a las posesiones materiales y psicológicas, evitando el anhelo y la avaricia.[39] Los monjes y monjas jainistas renuncian completamente a la propiedad y las relaciones sociales, no poseen nada y no están apegados a nadie.

El jainismo también prescribe siete votos suplementarios, incluidos tres guņa vratas (votos de mérito) y cuatro śikşā vratas. El voto Sallekhana (o Santhara) es un voto ritual de «muerte religiosa» observado al final de la vida, históricamente por monjes y monjas jainistas, pero poco frecuente en la era moderna. En el jainismo se cree que este voto reduce el karma negativo que afecta a los futuros renacimientos del alma.

## Ética judía
Puede decirse que la ética judía se origina en la Biblia hebrea, sus amplios mandatos legales, relatos sapienciales y sus enseñanzas proféticas. La mayoría de las afirmaciones éticas judías posteriores pueden remontarse a los textos, temas y enseñanzas de la Torá escrita. 
En el judaísmo rabínico primitivo, la Torá oral interpreta la Biblia hebrea y profundiza en muchos otros temas éticos. El texto rabínico más conocido relacionado con la ética es el tratado no jurídico Mishná de Avot, popularmente traducido como Ética de los Padres. En general, la ética es un aspecto clave de la literatura rabínica no jurídica, conocida como aggadah, y las enseñanzas éticas se encuentran en las partes más jurídicas (halájicas) de la Mishná, el Talmud y otra literatura rabínica. Esta ética rabínica primitiva muestra signos de fertilización cruzada e intercambio polémico tanto con la tradición ética griega (filosófica occidental) como con la tradición cristiana primitiva. 
En el periodo medieval, pueden verse respuestas judías directas a la ética griega en los principales escritos rabínicos. En particular, Maimónides ofrece una interpretación judía de Aristóteles (por ejemplo, Ética a Nicómaco), que entra en el discurso judío a través de los escritos islámicos. Maimónides, a su vez, influye en Tomás de Aquino, figura dominante de la ética católica y de la tradición del derecho natural de la teología moral. La relevancia del derecho natural para la filosofía judía medieval es objeto de controversia entre los estudiosos.  

### Influencia helenística
En la literatura apócrifa o judeo-helenística se encuentra tan poco la ética en forma sistemática y separada de las creencias religiosas como en la Biblia. Sin embargo, la filosofía griega influyó mucho en los escritores alejandrinos, como los autores de IV Macabeos, el Libro de la Sabiduría y Filón.
La ética teórica progresó mucho cuando los judíos entraron en contacto más estrecho con el mundo helénico. Antes de dicho periodo, la literatura sapiencial muestra una tendencia a detenerse únicamente en las obligaciones morales y los problemas de la vida que atañen al hombre como individuo, dejando de lado las leyes ceremoniales y de otro tipo que solo conciernen a la nación judía. Desde este punto de vista se escribió la colección de dichos y moniciones de Ben Sira, traducida al griego y difundida como guía práctica. El libro contiene ética popular en forma proverbial como resultado de la experiencia de la vida cotidiana, sin principios ni ideales filosóficos o religiosos más elevados.
De los círculos jasídicos de la época macabea emanaron obras éticas más desarrolladas, como las contenidas en Tobías, especialmente en el capítulo IV. Aquí se encuentra el primer testamento ético, que ofrece un resumen de las enseñanzas morales, con la regla de oro: «No hagas a nadie lo que aborreces» como máxima principal. Hay enseñanzas éticas aún más elaboradas en los Testamentos de los Doce Patriarcas, en los que cada uno de los doce hijos de Jacob, en sus últimas palabras a sus hijos y a los hijos de sus hijos, repasa su vida y les da lecciones morales, ya sea advirtiéndoles contra un determinado vicio del que había sido culpable, para que puedan evitar el castigo divino, o recomendándoles que cultiven una determinada virtud que había practicado durante la vida, para que puedan ganarse el favor de Dios. Las principales virtudes recomendadas son el amor al prójimo, la laboriosidad, especialmente en las tareas agrícolas, la sencillez, la sobriedad, la benevolencia hacia los pobres, la compasión incluso hacia los brutos y evitar toda pasión, orgullo y odio. Moniciones éticas de despedida similares se atribuyen a Enoc en el Enoc etíope (xciv. et seq.) y en el Enoch eslavo (llviii. et seq.) y a los tres patriarcas.
La literatura de propaganda judía helenística hizo de la propagación de la ética judía tomada de la Biblia su principal objetivo, con el fin de ganar al mundo pagano para el monoteísmo puro. Fue debido a este esfuerzo que ciertos principios éticos fueron establecidos como máximas de guía para los Gentiles, primero de todos los tres pecados capitales, idolatría, asesinato, e incesto, fueron prohibidos (véase Sibyllines, iii. 38, 761; iv. 30 et seq.). En la literatura rabínica judía posterior, estas Leyes noájidas se desarrollaron gradualmente en seis, siete y diez, o treinta leyes éticas obligatorias para todo ser humano.

## Ética judeocristiana
El concepto de ética judeocristiana ha desempeñado un papel en la política, el derecho y el discurso moral estadounidenses, remontándose a los esfuerzos de las décadas de 1930 y 1940 por resaltar los valores compartidos en medio del creciente antisemitismo y las divisiones sociales. Arraigada tanto en la tradición judía como en la cristiana, ha obtenido el apoyo de líderes de todo el espectro político, como Franklin D. Roosevelt y Lyndon B. Johnson. Roosevelt, en su discurso inaugural, invocó estos valores para unir a la nación, haciendo hincapié en la justicia social y el cuidado del prójimo como principios defendidos por ambas religiones. Del mismo modo, Johnson empleó estratégicamente apelaciones a la ética judeocristiana para recabar apoyos a la legislación sobre derechos civiles en la década de 1960, enmarcando la discriminación como contraria a los principios morales compartidos por judíos y cristianos.
Aunque el concepto de tradición judeocristiana ha influido en el discurso y la formulación de políticas estadounidenses, los académicos y teólogos advierten contra su uso acrítico y subrayan la importancia de reconocer y respetar las diferencias teológicas entre el judaísmo y el cristianismo. A pesar de los debates sobre su validez, la presencia duradera de la ética judeocristiana subraya su importancia como factor en el discurso moral y político estadounidense, reflejando un compromiso con los valores comunes en medio de la diversidad.

## Ética de la cienciología
De acuerdo a Stephen A. Kent, la ética de la cienciología es «una rama peculiar de la moral que benefició de manera única [a la Iglesia de la cienciología] [...] En pocas palabras, el propósito de la ética de la cienciología es eliminar a los oponentes, y luego eliminar los intereses de las personas en cosas que no sean la cienciología. En este entorno "ético", la Cienciología podría imponer sus cursos, su filosofía y su "sistema de justicia" ―su supuesta tecnología― a la sociedad».

## Ética secular
La ética secular es una filosofía moral en la que la ética se basa únicamente en facultades humanas como la razón científica, la composición sociobiológica o la intuición ética, y no deriva de una supuesta revelación o guía sobrenatural. La ética secular comprende una amplia variedad de sistemas morales y éticos, como el consecuencialismo, el librepensamiento, el humanismo, el humanismo secular y el utilitarismo, entre otros.
La mayoría de conceptos morales seculares están basados en la aceptación de los derechos naturales y los contratos sociales, y en una escala más individual de alguna forma de atribución de valor intrínseco a las cosas, el intuicionismo ético kantianesco o de una deducción lógica que establece la preferencia de una cosa sobre otra, como con la navaja de Ockham.[cita requerida] También se consideran enfoques como el egoísmo moral, el relativismo moral, el escepticismo moral y el nihilismo moral.

## Ética sintoísta
Las creencias sintoístas parten del supuesto de la bondad inherente de los humanos como descendentes del kami. En el siglo VI d. C., el sintoísmo se había inspirado en una idea china según la cual las buenas personas se adhieren a las normas sociales y los emperadores tienen el mandato divino de instaurar el «orden deseable y necesario». Los seguidores del sintoísmo deben «realizar y llevar a cabo la voluntad de los kami y los antepasados en la familia, la comunidad y la nación».
Aunque el sintoísmo estatal reforzaba la subordinación al emperador y al Estado, el sintoísmo de santuario es un sistema ético basado en situaciones que hace hincapié en las acciones correctas hacia los demás, frente a la adhesión a un sistema de creencias específico. El sintoísmo de santuario también hace hincapié en el agradecimiento por las «bendiciones de los kami» y en mantener la armonía con el emperador y el mundo.

## Ética taoísta
Laozi (Lao Tzu) y otros autores taoístas (daoístas) defendían una pasividad de los gobernantes aún mayor que la de los confucianos. Para Laozi, el gobernante ideal es aquel que no hace prácticamente nada que pueda identificarse directamente como gobernar. Es evidente que tanto el daoísmo como el confucianismo presuponen que la naturaleza humana es básicamente buena. Sin embargo, la rama principal del confucianismo defiende que la naturaleza humana debe alimentarse a través de rituales (li 禮), cultura (wen 文) y otras cosas, mientras que los taoístas defendían que había que deshacerse de los adornos de la sociedad.
La ética taoísta pide un mayor sentido del ser y una menor identificación con el acto de hacer.  La pasividad taoísta nutre, cultiva y prepara una atmósfera que permite que brille lo majestuoso y lo real, lo que influye en la sociedad para mejor.

Si quieres despertar a toda la humanidad, entonces despierta a todo tu ser; si quieres eliminar el sufrimiento en el mundo, entonces elimina todo lo que hay de oscuro y negativo en ti. En verdad, el mayor regalo que tienes para dar es el de tu propia autotransformación.
Lao Tzu

## Ética wicca
La moral wicca está basada, en gran medida, en la Rede wicca: An' it harm none, do what ye will, que en lenguaje antiguo significa «mientras no hagas daño a nadie, haz lo que quieras». Aunque esto podría interpretarse como «no hagas daño a nadie», normalmente se interpreta como una declaración de la libertad de actuar, junto con la necesidad de pensar y responsabilizarse de las consecuencias de las propias acciones.
Otro elemento de la moral wicca proviene de la Ley del Triple Retorno, que se entiende en el sentido de que todo lo que uno hace a otra persona o cosa (benevolente o no) retorna con triple fuerza.
Muchos wiccanos también intentan cultivar un conjunto de ocho virtudes mencionadas en el poema de Doreen Valiente Carga de la diosa, que son la alegría, la reverencia, el honor, la humildad, la fuerza, la belleza, el poder y la compasión. En el poema de Valiente se ordenan en pares de opuestos complementarios, reflejando un dualismo común en toda la filosofía wicca.[cita requerida]

## Ética zoroástrica
En el zoroastrismo, el propósito de la vida es convertirse en un Ashavan (un maestro de Asha) y traer la felicidad al mundo, lo que contribuye a la batalla cósmica contra el mal. Las principales enseñanzas del zoroastrismo son, entre otras, las siguientes:
- Sigue el triple camino de Asha: Humata, Huxta, Huvarshta (buenos pensamientos, buenas palabras, buenas acciones).[57]
- La caridad es una forma de mantener el alma alineada con Asha y de difundir la felicidad.[58]
- La igualdad espiritual y el deber de los géneros.[59]
- Ser bueno por el bien de la bondad y sin esperanza de recompensa (véase Ashem Vohu).